# 32120 Stevezheng
32120 Stevezheng è un asteroide della fascia principale. Scoperto nel 2000, presenta un'orbita caratterizzata da un semiasse maggiore pari a 2,4318252 UA e da un'eccentricità di 0,1633468, inclinata di 1,25799° rispetto all'eclittica.